# Wataru Noguchi
Wataru Noguchi (jap. 野口 航, Noguchi Wataru; * 18. Januar 1996 in der Präfektur Ōita) ist ein japanischer Fußballspieler.

## Karriere
Wataru Noguchi erlernte das Fußballspielen in den Schulmannschaften der Kasuga SSS und der Kumamoto Ozu High School, der Jugendmannschaft von Ōita Trinita sowie in der Universitätsmannschaft der Universität Tsukuba. Seinen ersten Vertrag unterschrieb er 2018 bei Giravanz Kitakyūshū. Der Verein aus Kitakyūshū, einer Großstadt in der Präfektur Fukuoka auf der Insel Kyūshū, spielte in der dritthöchsten Liga des Landes, der J3 League. 2019 wurde er mit dem Klub Meister und stieg in die J2 League auf. Am Ende der Saison 2021 stieg er mit dem Verein als Tabellenvorletzter wieder in die dritte Liga ab und sein Vertrag wurde nicht mehr verlängert. Für Giravanz absolvierte er 103 Ligaspiele und erzielte dabei einen Treffer. Im März 2022 gab dann Drittligist FC Imabari die Verpflichtung des Spielers bekannt. Am Ende der Saison 2024 wurde er mit Imabari Vizemeister der dritten Liga und stieg somit in die zweite Liga auf.

## Erfolge
Giravanz Kitakyūshū
- Japanischer Drittligameister: 2019  ▲

FC Imabari
- Japanischer Drittligavizemeister: 2024  ▲